# Alchemilla chlorosericea
Alchemilla chlorosericea é uma espécie de rosácea do gênero Alchemilla, pertencente à família Rosaceae.